# خوسيه فرانسيسكو ألتور
خوسيه فرانسيسكو ألتور (بالإسبانية: José Francisco Altur)‏ مواليد 24 مارس 1968 في بلنسية، هو لاعب كرة مضرب إسباني سابق بدأ مسيرته كمحترف سنة 1985 وكان يلعب باليد اليسرى. أعلى تصنيف له في الفردي كان المركز الـ 88 في سنة 1990. أعلى تصنيف له في الزوجي كان المركز الـ 189 في سنة 1990.

## النهائيات

### الفردي: (1)
| الرقم | السنة | الدورة       | الأرضية | المنافس في النهائي | النتيجة في النهائي |
| ----- | ----- | ------------ | ------- | ------------------ | ------------------ |
| 1.    | 1994  | جنيف، سويسرا | ترابية  | مارتن رودريغيس     | 7–6, 6–4           |

## روابط خارجية
- خوسيه فرانسيسكو ألتور على موقع رابطة محترفي التنس (الإنجليزية)
- خوسيه فرانسيسكو ألتور على موقع الاتحاد الدولي لكرة المضرب (الإنجليزية)
- خوسيه فرانسيسكو ألتور على موقع خلاصة التنس.كوم (الإنجليزية)